# Ernesto Potestá
Ernesto Potestá (Callao, 1940) es un exbaloncestista peruano que jugó en Atlético Bilis del Callao y en selecciones peruanas.

## Selección nacional
Formó parte de la Selección de baloncesto del Perú que participó en el Campeonato Mundial de Baloncesto de 1963 desarrollado en Río de Janeiro.

### Participaciones en Campeonato Mundial
| Campeonato   | Equipo | Sede   | Resultado |
| ------------ | ------ | ------ | --------- |
| Mundial 1963 | Perú   | Brasil | Duodécimo |

### Participaciones en Juegos Panamericanos
| Campeonato         | Equipo | Sede      | Resultado |
| ------------------ | ------ | --------- | --------- |
| Panamericanos 1963 | Perú   | Sao Paulo | Quinto    |